# Presidente Olegário
Presidente Olegário este un oraș în Minas Gerais (MG), Brazilia.